# L'Intransigent
L'Intransigent (1918-1922) va ser un periòdic setmanal nacionalista de joventuts adherit a la Unió Catalanista. Aquest setmanari estava escrit en català i es va publicar a Barcelona des de l'1 de setembre fins al 18 d'octubre de 1922, amb interrupcions degut a la censura de l'època. Aquesta publicació va tenir un únic fundador i director, que fou Domènech Latorre i Soler, polític de l'època. L'intransigent també és conegut per rebre la col·laboració de personatges històrics com Josep Tarradellas, que hi va escriure el seu primer article periodístic (“La victòria dels Sinn-Feiners”,11 de gener de 1919).

## Naixement
El periòdic nacionalista de joventuts L'intransigent va néixer a mans de Domènech Latorre i Soler a Barcelona l'1 de setembre de 1918 amb l'objectiu de “fer Pàtria”. Aquest setmanari pertanyia a l'ideologia del catalanisme intransigent i radical, d'acord amb els ideals de la Unió Catalanista, agrupació política a la qual estava adherit.
Als seus inicis, cada exemplar tenia el preu de 10 cèntims, però, a mesura que va anar augmentant la seva popularitat i, alhora, la dificultat de publicació per raons de censura, el cost del setmanari s'incrementà anàlogament.
Així doncs, el número 38 del setmanari (10 de setembre de 1920) s'encarí 5 cèntims i començava a oferir la possibilitat de subscripció trimestral per 1'50 pessetes. Més tard, amb el núm. 49, el preu tornà a augmentar fins als 25 cèntims i la subscripció trimestral baixà a 1 pta.. Finalment, a partir de l'any 1922 el preu tornà a baixar i oscil·lava entre els 10 i 15 cèntims.
Pel que fa a la periodicitat, cal destacar, novament, que la censura i les diferents lleis imposades pel govern central i l'exèrcit, dificultaven la regularitat de publicació. Per tant, als seus inicis, concretament durant el primer any, L'intransigent va aconseguir mantenir certa estabilitat (arribant, inclús, a les 5 publicacions el mes d'octubre de 1918). Ara bé, a partir del gener de 1919, aquesta regularitat va començar a minvar, passant a les 3 publicacions mensuals, fins que al maig el periòdic va patir una suspensió i, a partir d'aleshores, la periodicitat començà a ser completament irregular.
El format del setmanari fou sempre en paper.

## Història
El setmanari va ser fundat en un context d'agitació de l'ultra catalanisme. Així doncs, L'intransigent, com bé s'ha dit, fou un setmanari representant de l'ideologia intransigent del catalanisme de la Unió Catalanista. Per tant, en el seu moment, fou el màxim propagador de la ideologia ultra catalanista. Tot i això, el periòdic també esmentà l'aparició de joventuts nacionalistes sense adscripció o bé de caràcter regionalista. Aquest fet dificulta encara més la comprensió i estructuració del panorama del nacionalisme català de l'època.
L'estructura del setmanari acostumava a comptar amb una secció pel noticiari, una secció literària i una secció d'anuncis, a banda dels articles, que estaven dirigits a “la premsa de les diverses nacions de la gran Ibèria, que com nosaltres treballen i lluiten per un mateix ideal; a totes les agrupacions (...) catalanistes i (...) obreres. I, per fi, a tots els catalans, a tota aquesta joventut que té per credo la santa estridència, que no vol sapiguer res d'avinences ni de Espanyes grans i resumeix totes les seves aspiracions amb un sol concepte, amb un sol ideal: Catalunya”.
Les tensions entre catalanistes i el govern central, juntament amb un context d'inestabilitat política i social i de revoltes obreres, van fer de la continuïtat i la regularitat de publicació un objectiu impossible. És per això que no podem trobar una raó concreta a cada suspensió que va patir el setmanari L'intransigent, ja que, tret del primer any, no va ser capaç de mantenir una publicació regular en tota la seva existència. A continuació, una taula aclaridora de les diverses suspensions del periòdic nacionalista de joventuts:
| Període de suspensió                            | Núm. anterior | Data publicació nº anterior | Núm. posterior | Data publicació nº posterior |
| ----------------------------------------------- | ------------- | --------------------------- | -------------- | ---------------------------- |
| Maig 1919                                       | Núm. 30       | 24 abr. 1919                | Núm. 31        | 5 juny 1919                  |
| Jul. - nov. 1919                                | Núm. 34       | 26 juny 1919                | Núm. 35        | 21 novembre 1919             |
| Nov. 191-feb. 1920                              | Núm. 36       | 27 nov. 1919                | Núm. 37        | 7 febrer 1920                |
| Feb. - set. 1920                                | Núm. 37       | 7 febrer 1920               | Núm. 38        | 10 setembre 1920             |
| Setembre 1920                                   | Núm. 38       | 10 setembre 1920            | Núm. 39        | 1 octubre 1920               |
| Desembre 1920                                   | Núm. 42       | 26 nov. 1920                | Núm. 43        | 1 gener 1921                 |
| Febrer - març 192                               | Núm. 44       | 20 gener 1921               | Núm. 45        | 22 abril 1921                |
| Jul. 1921 - feb. 1922                           | Núm. 49       | 1 juliol 1921               | Núm. 50        | 3 febrer 1922                |
| Febrer - maig 1922                              | Núm. 51       | 3 febrer 1922               | Núm. 52        | 3 juny 1922                  |
| Dissolució definitiva: 18 octubre 1922, Núm. 71 |               |                             |                |                              |

A més de les nombroses suspensions, L'intransigent patí una dura censura en molts dels seus articles pel seu contingut separatista i radical. Un exemple és el número 44 del setmanari, on s'hi pot observar l'esmentada censura:

## Directors i col·laboradors
El seu únic director va ser Domènec Latorre i Soler (1918-1922).
Pel que fa als col·laboradors, cal esmentar que molts d'ells, per ocultar el seu vertader nom, escrivien sota pseudònims, per tal de no patir la repressió.
Alguns dels seus col·laboradors més coneguts foren: 
- J. Grant Sala
- Dr. Martí Julià
- Dr. Oliver i Domenge
- Jaume Arqué
- Josep Tarradellas
- Vicenç Albert Ballester i Camps
- Ramon Juncadella i Batlle
- Manel Miralpeix
- Gaspar Torrente
- E. Xalabarder
- Pere Queraltó e Tolosa
- Tomàs Roig i Llop
- Jaume Barmena
- Josep Fló
- J. López Picó

Administrador
- J. Sabatés i Vila